# ギャッピー ぼくらはこの夏ネクタイをする!
『ギャッピー ぼくらはこの夏ネクタイをする!』は、1990年に公開された日本映画。
ピンク映画で活躍していた磯村一路監督の、一般映画進出第1弾作品である。

## 概要
一流企業への就職に向かってあの手この手で奮闘する三流大学生の青春群像である。
三流大学・八王子大学四年の日比野大のもとに、超一流企業・ゴールド証券の会社説明会の案内状が届いた。説明会に出席した大は、今まで考えたこともなかったエリート世界を垣間見て気持ちが揺れる。ところが、人材の多様化を謳っていたゴールド証券は、すでに一流大学の学生について内定を先に出し、三流大学を相手にしない本音を隠していた。大学差別に屈辱を感じ発奮した大は、ゴールド証券にビル清掃のアルバイトとして潜入し、入社面接の情報を何とか収集しようとする。会社説明会参加の時に一目ぼれした美人社員・岡崎恵美に近づくことができ、彼女の助けも借りて事は有利に進むと思われたが・・・

## キャスト
- 日比野大：山本陽一
- 岡崎恵美：藤田芳子
- 竹田登起子：生稲晃子（劇場映画初出演）
- 中島敬太：宮田恭男
- 岩元良治：長倉大介
- 逸見良介：斎藤洋介
- 小原常務：上田耕一
- 木村部長：原田大二郎
- 沼田専務：庄司永建
- 大塚靖：竹中直人
- 日比野明：斉藤暁
- 岡崎恵理：レイチェル・モンタギュー
- 小林邦男：下元史朗
- ヤクザ：山路和弘
- ジムのトレーナー：大杉漣
- 赤座美代子、今井和子、坂田祥一朗、稲葉年浩、児玉頼信、佐藤江珠、長谷有洋、高崎隆二、ロニー・サンタナ　ほか

## スタッフ
- 監督：磯村一路
- 脚本：及川中、磯村一路
- 音楽：TAI
- EDテーマ：IZUMI「LIVE FOR LOVE」
- 撮影：三好和宏
- 美術：山崎輝
- 録音：長嶋吉宏
- 編集：菊池純一
- 助監督：田胡直道、竹内敬明、増田進、上野俊哉
- 整音：杉崎喬
- スタント：渥美博
- 現像：東映化学
- MA：ニューメグロスタジオ
- 資料協力：リクルート
- 製作者：静間順二、升水惟雄
- 企画：高橋省一、及川中
- プロデューサー：伊藤秀裕、室賀厚、深沢日出夫、内田貴夫
- 製作：ビッグバン、ジャパンホームビデオ